# Đơn vị hành chính cấp xã (Việt Nam)
Ở Việt Nam, có ba loại đơn vị hành chính cấp xã là xã, phường và đặc khu.

## Danh sách
Tính đến ngày 1 tháng 7 năm 2025, có tổng số 3.321 đơn vị cấp xã ở Việt Nam, bao gồm 2.621 xã, 687 phường và 13 đặc khu. Thành phố Hồ Chí Minh có số lượng đơn vị hành chính cấp xã cao nhất với tổng số 168 đơn vị.
- Danh sách xã tại Việt Nam
- Danh sách phường tại Việt Nam
- Danh sách đặc khu tại Việt Nam